# Monunios
Monunios war im 2. Jahrhundert v. Chr. ein König der Dardaner. Seine Lebensdaten sind ebenso wie die genaue Dauer seiner Herrschaft unbekannt. Er herrschte wohl seit etwa 180 v. Chr. über Dardanien, führte 175 Krieg gegen die Bastarner. Wenig später verheiratete er seine Tochter Etuta (oder Etleua) mit dem illyrischen König Genthios und schloss mit ihm und den Makedonen ein Bündnis gegen Rom. Ob er sich nach der Niederlage dieser Koalition (167) als Herrscher behaupten konnte, ist ungewiss. Die von Monunios geprägten Münzen weisen darauf hin, dass er zeitweise auch die Stadt Dyrrachion an der Adria beherrscht hat.
Ein Herrscher gleichen Namens war um 280 v. Chr. König der Dardaner.
Im Heeresgeschichtlichen Museum in Wien befindet sich ein Helm mit der Aufschrift „Monunios“.